# Gofasia
Gofasia is een geslacht van weekdieren uit de klasse van de Gastropoda (slakken).

## Soorten
- Gofasia atlantidis Gofas, 2007
- Gofasia galiciae Bouchet & Warén, 1993
- Gofasia josephinae Bouchet & Warén, 1993
- Gofasia obtusellaeformis Gofas, 2007
- Gofasia tenuicula Gofas, 2007
- Gofasia vanderlandi Bouchet & Warén, 1993
- Gofasia vinyllina Gofas, 2007